# Oblężenie Mścisławia
Oblężenie Mścisławia – starcie zbrojne mające miejsce w 1654 r. podczas wojny polsko-rosyjskiej 1654–1667, zakończone zdobyciem bronionego przez Litwinów miasta i tzw. rzezią Trubeckiego, w której wymordowano do 15 tys. mieszkańców miasta.